# Powstanie majowe ludu czeskiego
Powstanie majowe ludu czeskiego (czes. Květnové povstání českého lidu) – powstanie, które wybuchło 1 maja 1945 na terenie utworzonego i okupowanego przez III Rzeszę od 16 marca 1939 Protektoratu Czech i Moraw. Celem zbrojnego wystąpienia Czechów w ostatnich dniach II wojny światowej w Europie było: 
- wyzwolenie ziem czeskich spod okupacji niemieckiej,
- przejęcie ważnych placówek i infrastruktury,
- rozbrojenie wycofujących się wojsk niemieckich,
- zapobiegnięcie grabieniu i niszczeniu przez Niemców mienia.

Koordynowaniem powstania zajmował się czeski ruch oporu pod dowództwem generała Františka Slunečki.

## Ważniejsze bitwy powstania
- 1 maja wybuchło powstanie w Przerowie szybko stłumione przez Niemców[2].
- 4 maja wybuchło powstanie w Kladnie zakończone 8 maja wycofaniem się Niemców z miasta. 11 maja do Kladna wkroczyła Armia Czerwona[3].
- 5 maja wybuchło powstanie w Holicach zakończone 6 maja taktycznym zwycięstwem Niemców, ale ich strategiczną porażką. 10 maja do Holic wkroczyła Armia Czerwona[4].
- 5 maja wybuchło powstanie w Pilźnie zakończone 6 maja wkroczeniem do miasta jednostek 3 Armii amerykańskiej (12 Grupa Armii) dowodzonej przez generała George'a Pattona[5].
- 5 maja wybuchło powstanie w Pradze zakończone 8 maja podpisaniem „Protokołu o sposobie przeprowadzenia kapitulacji niemieckich sił zbrojnych w Pradze”. Niemcy wycofali się z miasta, do którego 9 maja wkroczył 1 Front Ukraiński marszałka Iwana Koniewa[6].

## Podsumowanie
W powstaniu wzięło udział 130 tysięcy Czechów (zginęło około 11 tysięcy). Walki z Niemcami trwały w 37 miastach oraz 240 wsiach i osadach do 11 maja 1945. Powstanie przyczyniło się do przyspieszenia zakończenia walk na terytorium Protektoratu i uchronienia wielu czeskich miast (w tym Pragi) przed zniszczeniem.